# Rzepiennik Biskupi
Rzepiennik Biskupi – wieś w Polsce, położona w województwie małopolskim, w powiecie tarnowskim, w gminie Rzepiennik Strzyżewski. Miejscowość położona jest w dolinie potoku Rzepianki i na okolicznych wzniesieniach Pogórza Ciężkowickiego. W latach 1975–1998 miejscowość administracyjnie należała do województwa tarnowskiego.
W roku 2021 we wsi mieszkało 1389 osób, z czego 50,8% mieszkańców stanowiły kobiety, a 49,2% mężczyźni.
Przez Rzepiennik Biskupi przebiega DW 980 biegnąca z Jurkowa do Biecza.

## Części wsi
| SIMC    | Nazwa       | Rodzaj    |
| ------- | ----------- | --------- |
| 0829572 | Bucze       | część wsi |
| 0829589 | Gąsiory     | część wsi |
| 0829603 | Księży Las  | część wsi |
| 0829610 | Lisiaki     | część wsi |
| 0829626 | Pod Dąbrami | część wsi |
| 0829632 | Szalówka    | część wsi |
| 0829649 | Zagrody     | część wsi |

## Zabytki
Obiekty wpisane do rejestru zabytków nieruchomych województwa małopolskiego.
- Kościół parafailny pw. Wniebowzięcia NMP;
- kościół filialny pw. św. Jana Chrzciciela, dzwonnica;
- kapliczka przydrożna z figurą Chrystusa u Słupa;
- zespół dworsko-parkowy i folwarczny;
- zbiorowa mogiła Żydów.

### Kościół pw. św. Jana Chrzciciela
Kościół pw. św. Jana Chrzciciela – Wybudowany w XVI w. Kościół jest jednonawowy, konstrukcji zrębowej, w większym stopniu kryty gontami (kolor czekoladowy), wieża – niska z podwieszoną izbicą konstrukcji słupowo-ramowej, nakryta hełmem. Wewnątrz świątynia nakryta jest stropami płaskimi, pod chórem znajdują się deski ze śladami polichromii (najprawdopodobniej pozostałości pierwotnego stropu) Wyposażenie kościoła głównie siedemnastowieczne chociaż znajdują się tam również starsze obiekty. Na uwagę zasługują: późnorenesansowe oraz późnobarokowe ołtarze, gotycko-renesansowy tryptyk z około XVI w. oraz krucyfiks ludowy z XVII w.
Kościół znajduje się na szlaku architektury drewnianej województwa małopolskiego.

### Kościół pw. Wniebowzięcia NMP
Kościół pw. Wniebowzięcia NMP w Rzepienniku Biskupim – neogotycki, projektu Antoniego Stacherskiego zbudowany w latach 1856–1864. Kościół na planie krzyża łacińskiego, orientowany, bazylikowy z transeptem i prezbiterium zamkniętym trójbocznie. Od zachodu dwuwieżowa fasada z rozetą i kamiennymi posągami świętych Piotra i Pawła. Ściany wykonane z kamienia i czerwonej cegły, w które wpleciona jest inskrypcja erekcyjna z zendrówki.

### Dwór szlachecki Szołajskich i Więckowskich

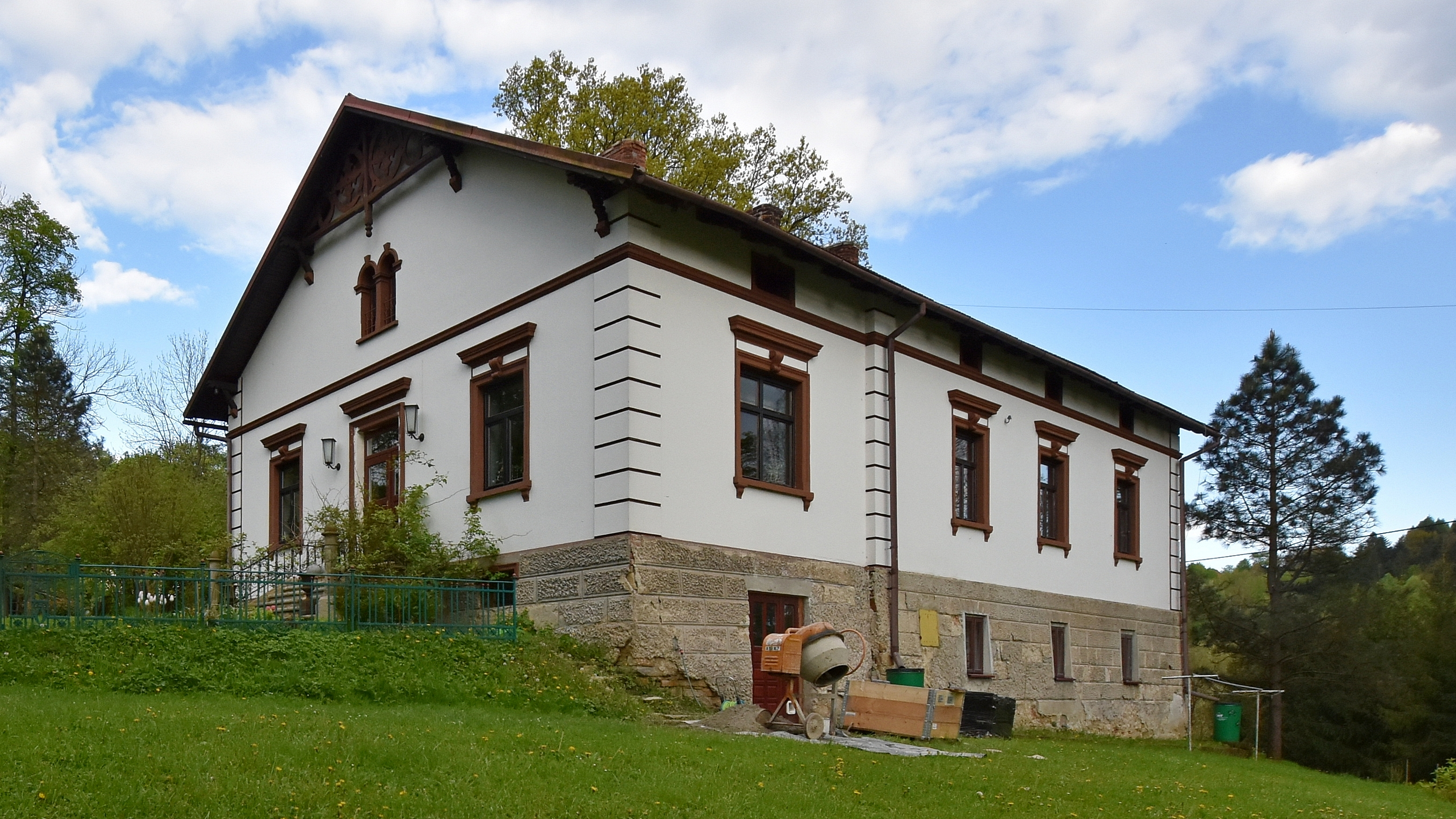
Dwór Więckowskich (2024).

Dwór szlachecki z XVI w. przebudowany pod koniec XIX w., kiedy to piętrową wieżę obroną przebudowano w dworską rezydencję w stylu eklektycznym. Od XVIII w. stanowił własność rodu Szołajskich h. Topór, a od początku XX w. Więckowskich h. Jastrzębiec. We wnętrzu zachowały się gotyckie piwnice, wspaniała polichromia z początku XX w. autorstwa Jana Bulasa oraz secesyjne meble i obrazy. W obrębie posiadłości otoczonej resztkami dawnego parku znajdują się XIX-wieczne zabudowania folwarczne złożone ze stajni, stodoły i spichlerza. Obiekt wpisany do rejestru zabytków nr rej. A – 387 z 14.07.1971 r. oraz nr rej. A – 139a z 06.01.1978 r.

### Inne
- Obok cmentarza parafialnego znajduje się cmentarz wojenny nr 114 z okresu I wojny światowej. Spoczywa na nim 19 Austriaków i 128 Rosjan, poległych w grudniu 1914 r. i w kwietniu 1915 r. podczas operacji gorlickiej. Pomnik centralny stanowi wysoki betonowy obelisk projektu Jana Szczepkowskiego.
- W lesie Dąbry 11 sierpnia 1942 roku hitlerowcy rozstrzelali 364 Żydów z getta w Rzepienniku. W miejscu kaźni na betonowej płycie znajduje się pamiątkowa marmurowa tablica z napisami w języku polskim i hebrajskim.
- Na terenie wsi znajdują się również trzy pomniki przyrody: dąb, jesion oraz wiąz.

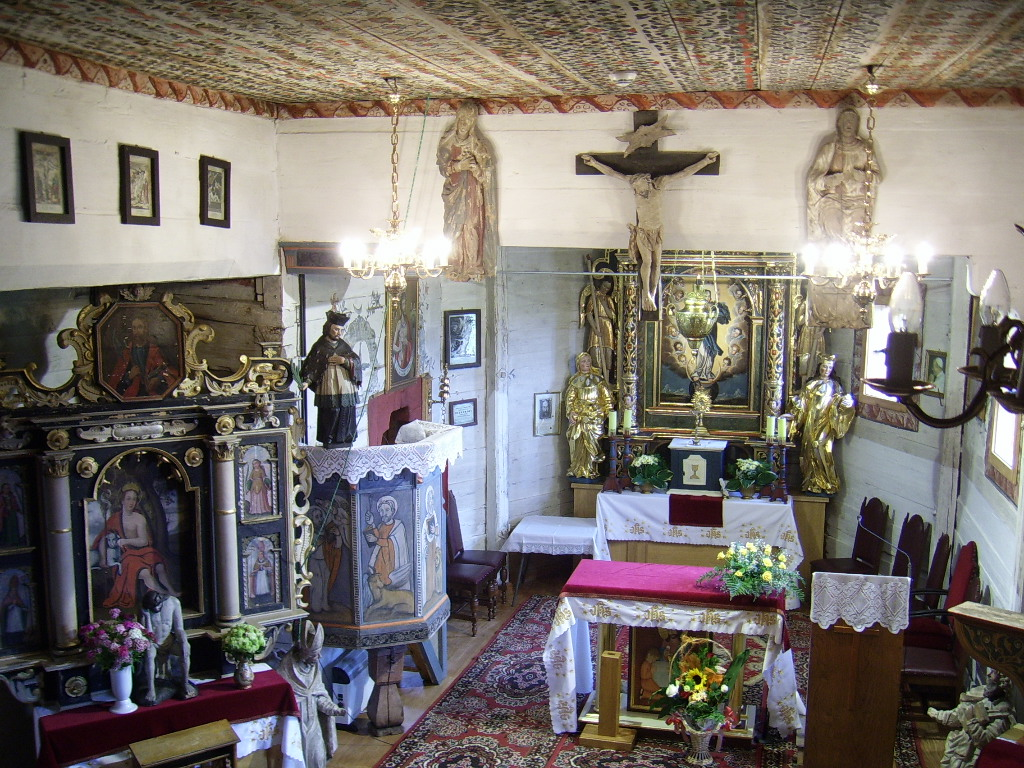
Wnętrze drewnianego kościoła
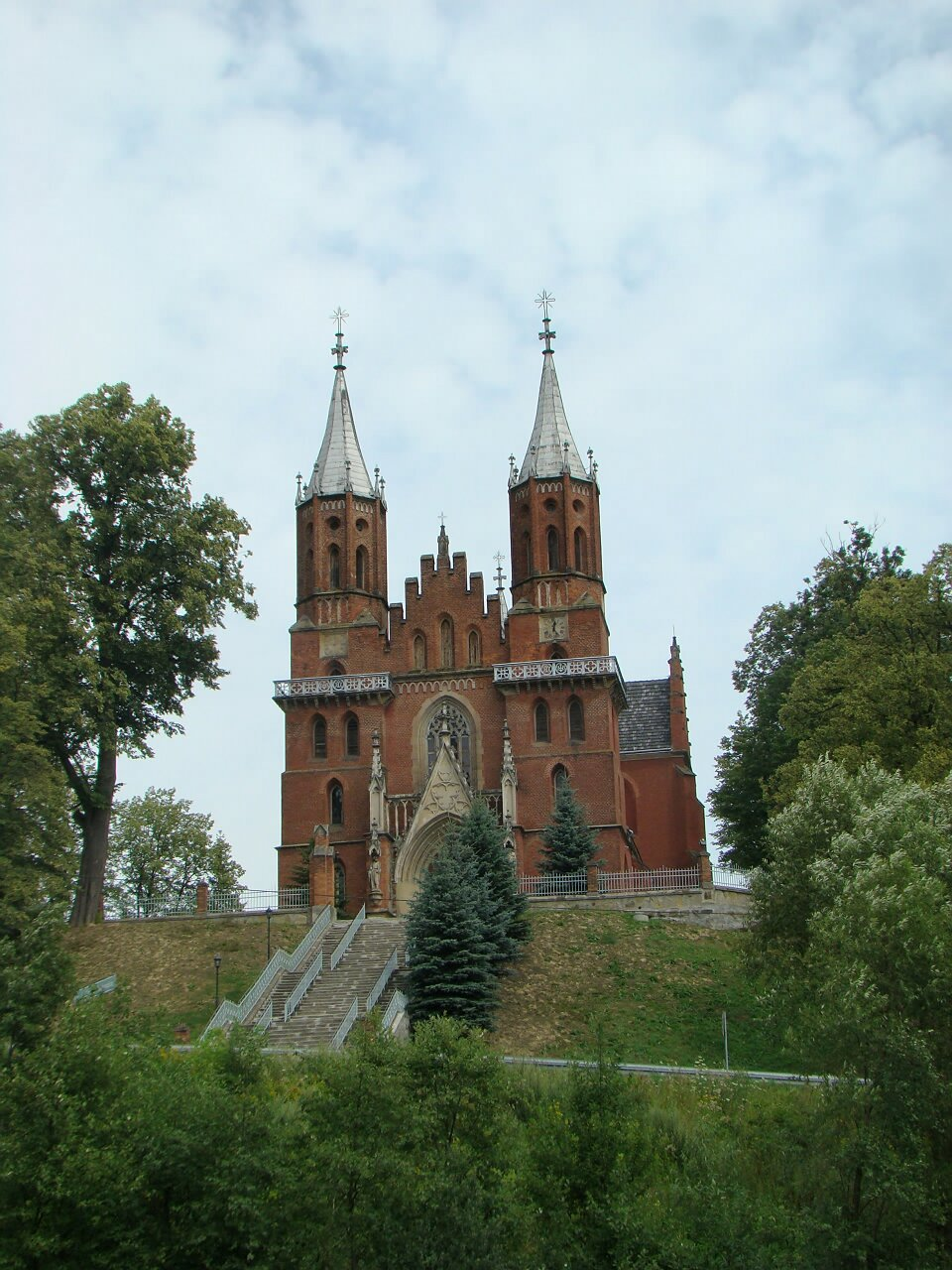
Kościół parafialny od frontowej strony
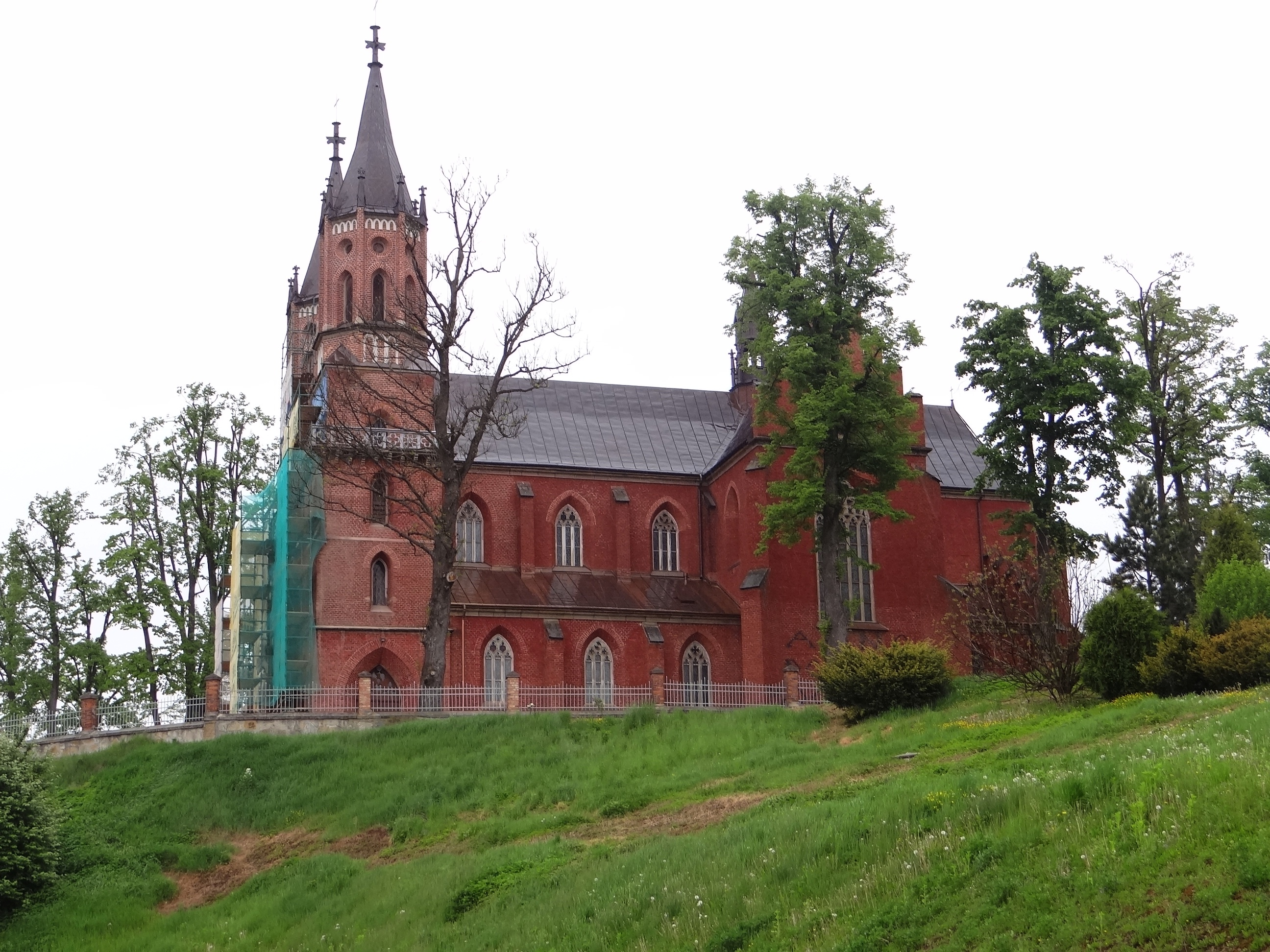
Kościół parafialny ulokowano na przydrożnym wzgórzu